# São Bento do Norte
São Bento do Norte är en kommun i Brasilien.   Den ligger i delstaten Rio Grande do Norte, i den östra delen av landet, 1 800 km nordost om huvudstaden Brasília. Antalet invånare är 2 974. Arean är 289 kvadratkilometer.
Terrängen i São Bento do Norte är platt.
Omgivningarna runt São Bento do Norte är huvudsakligen savann. Runt São Bento do Norte är det ganska glesbefolkat, med 23 invånare per kvadratkilometer.